# Luciano Gondou
Luciano Emilio Gondou (Rufino, Santa Fe, Argentina; 22 de junio de 2001) es un futbolista argentino. Juega de delantero en el Zenit de San Petersburgo, de la Liga Premier de Rusia.

## Trayectoria

### Inferiores
Gondou entró a las inferiores de Sarmiento de Junín en 2017 proveniente del C. A. Jorge Newbery de su ciudad natal, Rufino. Siendo parte del equipo juvenil, en 2019 fue cedido a las inferiores de River Plate. Con el club millonario disputó la Copa Libertadores Sub-20 de 2020 en donde marcó un gol y terminó siendo subcampeón.

### Sarmiento de Junín
Ya de regreso en Sarmiento, fue promovido al primer equipo en la temporada 2019-20 de la Primera B Nacional, donde su club ganó el Transición 2020 y el ascenso a primera. Firmó su primer contrato con el club en marzo de 2021, y debutó en primera el 12 de abril ante Huracán.

### Argentinos Juniors
En 2023, Argentinos Juniors compró el 80 % de su pase a Sarmiento de Junín por $3.500.000. Disputó como titular los dos partidos de octavos de final de la Copa Libertadores contra Fluminense, que terminaría con la eliminación de Argentinos tras un resultado global de 1-3. En su debut con el club de la Paternal en la Copa de la Liga Profesional, marcó dos goles frente a River Plate en lo que fue victoria de Argentinos por 3-2. En la siguiente fecha volvió a convertir un gol en la derrota frente a Arsenal por 3-2.

### Zenit de San Petersburgo
A fines de agosto de 2024 es transferido al Zenit de San Petersburgo de Rusia, en 13 millones de dólares brutos, para ser la venta más cara en la historia de Argentinos Juniors. El delantero de la selección sub-23 firmó un contrato por cuatro temporadas, hasta el 30 de junio de 2028.

## Selección nacional

### Categorías inferiores
En enero de 2024 participó del Torneo Preolímpico Sudamericano saliendo subcampeón con la Selección de fútbol sub-23 de Argentina y clasificando a los Juegos Olímpicos 2024. Disputó 7 partidos y convirtió 4 goles. Marcó el gol decisivo que clasificó a su selección a los Juegos Olímpicos 2024, contra Brasil, por la última fecha.

#### Selección Sub-23
| Torneo                        | Sede    | Resultado        | Partidos | Goles |
| ----------------------------- | ------- | ---------------- | -------- | ----- |
| Preolímpico Sudamericano 2024 | Caracas | Subcampeón       | 7        | 4     |
| Juegos Olímpicos 2024         | París   | Cuartos de final | 4        | 1     |

## Estadísticas

### Clubes
Actualizado hasta su último partido disputado el 16 de agosto de 2025.
| Club                             | Div.          | Temporada     | Liga  | Liga  | Liga   | Copas nacionales | Copas nacionales | Copas nacionales | Torneos internacionales | Torneos internacionales | Torneos internacionales | Total | Total | Total  |
| Club                             | Div.          | Temporada     | Part. | Goles | Asist. | Part.            | Goles            | Asist.           | Part.                   | Goles                   | Asist.                  | Part. | Goles | Asist. |
| -------------------------------- | ------------- | ------------- | ----- | ----- | ------ | ---------------- | ---------------- | ---------------- | ----------------------- | ----------------------- | ----------------------- | ----- | ----- | ------ |
| Sarmiento de Junín Argentina     | 1.ª           | 2021          | 23    | 6     | 2      | 5                | 0                | 0                | —                       | —                       | —                       | 28    | 6     | 2      |
| Sarmiento de Junín Argentina     | 1.ª           | 2022          | 24    | 4     | 1      | 10               | 1                | 1                | —                       | —                       | —                       | 34    | 5     | 2      |
| Sarmiento de Junín Argentina     | 1.ª           | 2023          | 22    | 6     | 2      | 1                | 0                | 0                | —                       | —                       | —                       | 23    | 6     | 2      |
| Sarmiento de Junín Argentina     | Total club    | Total club    | 69    | 16    | 5      | 16               | 1                | 1                | 0                       | 0                       | 0                       | 85    | 17    | 6      |
| Argentinos Juniors Argentina     | 1.ª           | 2023          | —     | —     | —      | 15               | 9                | 1                | 2                       | 0                       | 0                       | 17    | 9     | 1      |
| Argentinos Juniors Argentina     | 1.ª           | 2024          | 6     | 1     | 0      | 12               | 3                | 3                | 3                       | 1                       | 1                       | 21    | 5     | 4      |
| Argentinos Juniors Argentina     | Total club    | Total club    | 6     | 1     | 0      | 27               | 12               | 4                | 5                       | 1                       | 1                       | 38    | 14    | 5      |
| Zenit de San Petersburgo · Rusia | 1.ª           | 2024-25       | 23    | 10    | 1      | 6                | 1                | 0                | —                       | —                       | —                       | 29    | 11    | 1      |
| Zenit de San Petersburgo · Rusia | 1.ª           | 2025-26       | 5     | 0     | 0      | 2                | 1                | 1                | —                       | —                       | —                       | 7     | 1     | 1      |
| Zenit de San Petersburgo · Rusia | Total club    | Total club    | 28    | 10    | 1      | 8                | 2                | 1                | 0                       | 0                       | 0                       | 36    | 12    | 2      |
| Total carrera                    | Total carrera | Total carrera | 103   | 27    | 6      | 51               | 15               | 6                | 5                       | 1                       | 1                       | 159   | 43    | 13     |
| 1. 2.                            |               |               |       |       |        |                  |                  |                  |                         |                         |                         |       |       |        |

### Selecciones nacionales
Actualizado de acuerdo al último partido jugado el 2 de agosto de 2024.
| Selección         | Año               | Amistosos | Amistosos | Amistosos | Eliminatorias | Eliminatorias | Eliminatorias | Continental | Continental | Continental | Mundial | Mundial | Mundial | Total | Total | Total  |
| Selección         | Año               | Part.     | Goles     | Asist.    | Part.         | Goles         | Asist.        | Part.       | Goles       | Asist.      | Part.   | Goles   | Asist.  | Part. | Goles | Asist. |
| ----------------- | ----------------- | --------- | --------- | --------- | ------------- | ------------- | ------------- | ----------- | ----------- | ----------- | ------- | ------- | ------- | ----- | ----- | ------ |
| Sub-23 Argentina  | 2023              | 5         | 1         | 0         | —             | —             | —             | —           | —           | —           | —       | —       | —       | 5     | 1     | 0      |
| Sub-23 Argentina  | 2024              | 3         | 0         | 0         | —             | —             | —             | 7           | 4           | 1           | 4       | 1       | 0       | 14    | 5     | 1      |
| Sub-23 Argentina  | Total             | 8         | 1         | 0         | 0             | 0             | 0             | 7           | 4           | 1           | 4       | 1       | 0       | 19    | 6     | 1      |
| Total selecciones | Total selecciones | 8         | 1         | 0         | 0             | 0             | 0             | 7           | 4           | 1           | 4       | 1       | 0       | 19    | 6     | 1      |
| 1. 2.             |                   |           |           |           |               |               |               |             |             |             |         |         |         |       |       |        |

## Palmarés

### Campeonatos nacionales
| Título           | Club               | País      | Año  |
| ---------------- | ------------------ | --------- | ---- |
| Primera Nacional | Sarmiento de Junín | Argentina | 2020 |